# بالنتاین (کارولینای جنوبی)
بالنتاین (به انگلیسی: Ballentine) یک منطقهٔ مسکونی در ایالات متحده آمریکا است که در شهرستان ریچلند، کارولینای جنوبی واقع شده‌است.